# 마이민스키군

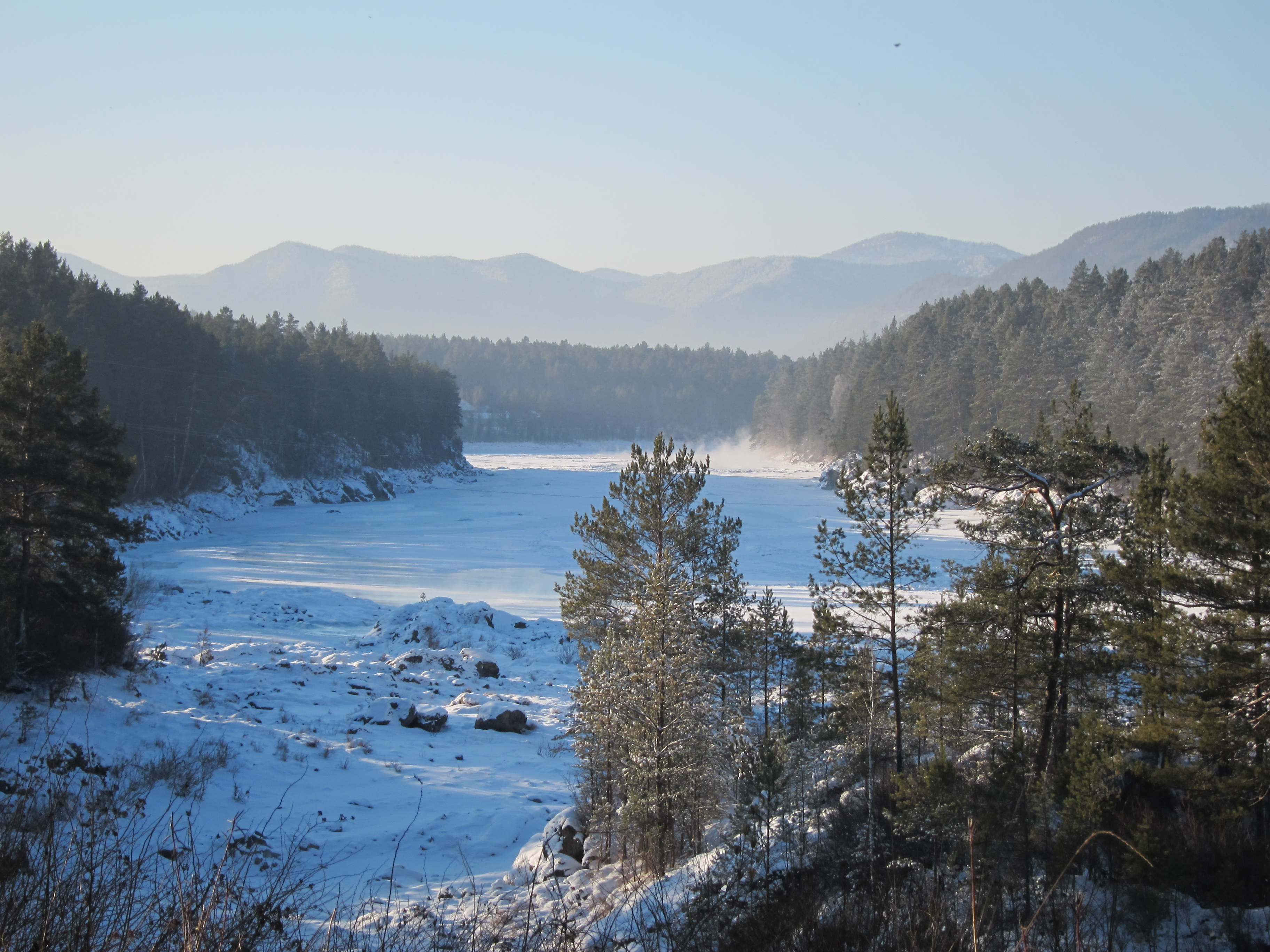

마이민스키군(러시아어: Майминский район, 알타이어: Майма аймак)은 알타이 공화국에 위치한 군이다.
군수는 알렉산드르 오소킨(Александр Матвеевич Осокин, 2005년)이다.
면적은 1285 km2이고 알타이 공화국의 북서쪽에 위치해 있다.
인구는 2만 4,500명이고 25개의 마을이 위치해 있다. 중심지는 마이마(Майма)인데, 마이마는 1810년에 지어졌다. 마이마강과 카툰강이 흐른다.